# Pasadizo de la Encarnación
El Pasadizo de la Encarnación es una construcción, hoy desaparecida, comprendida en el conjunto de edificios que rodeaban al desaparecido Alcázar de Madrid, y después al palacio real que se levantó en el lugar de este.

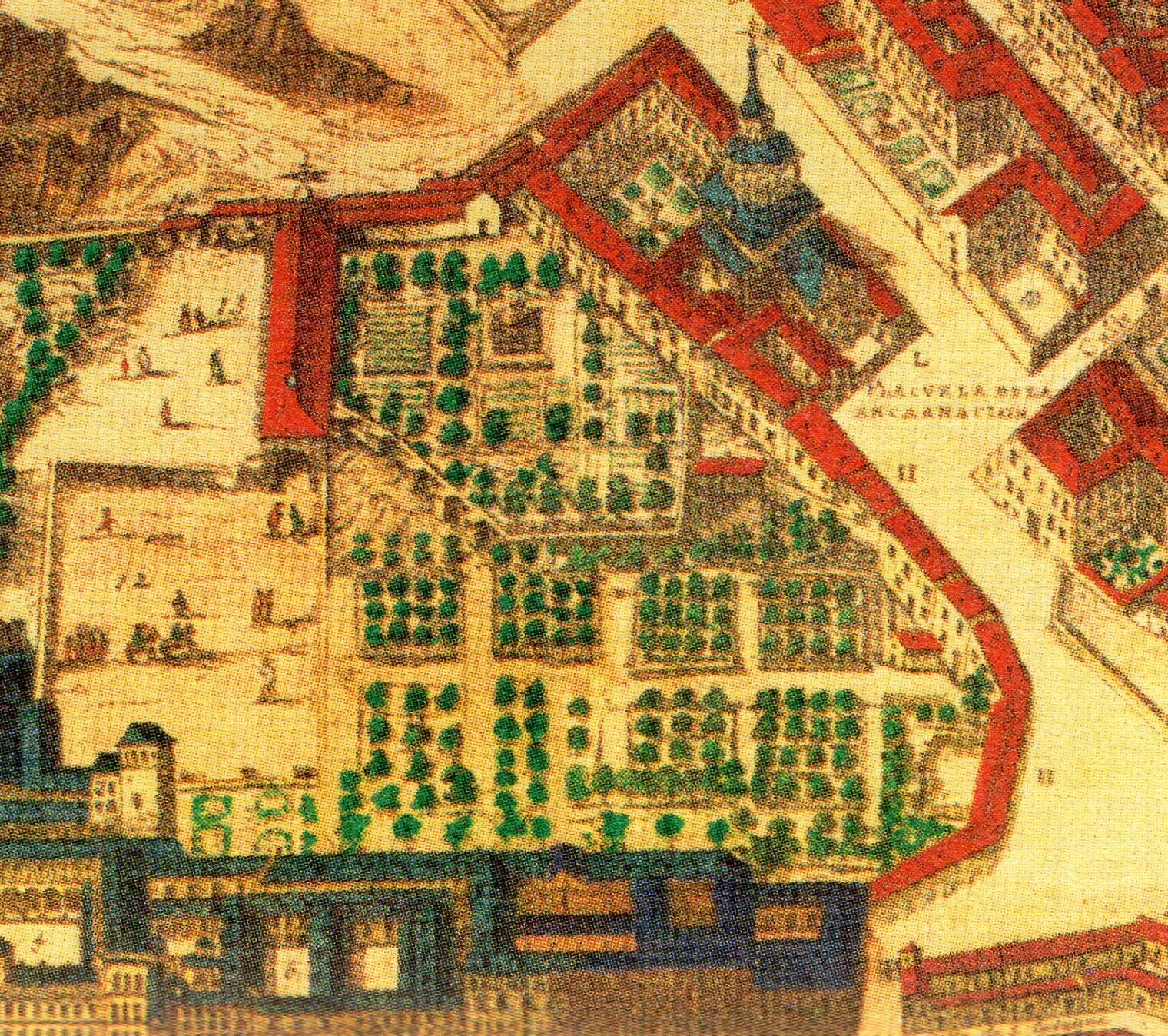
Vista del pasadizo a la derecha de la Huerta de la Priora. Describiendo una J desde el ángulo noreste de la Casa del Tesoro, situada al este de la fachada principal del Real Alcázar.

## Historia
El origen del pasadizo se encuentra en la necesidad de conectar el Real Alcázar de Madrid, con el convento de la Encarnación, de patronato real, fundado por la reina Margarita de Austria-Estiria, mujer de Felipe III. 
A partir de la existente, casa del tesoro, al Este del Alcázar, se construyó en sentido noreste un estrecho edificio de cuatro alturas que llegaba hasta el monasterio de  la Encarnación.

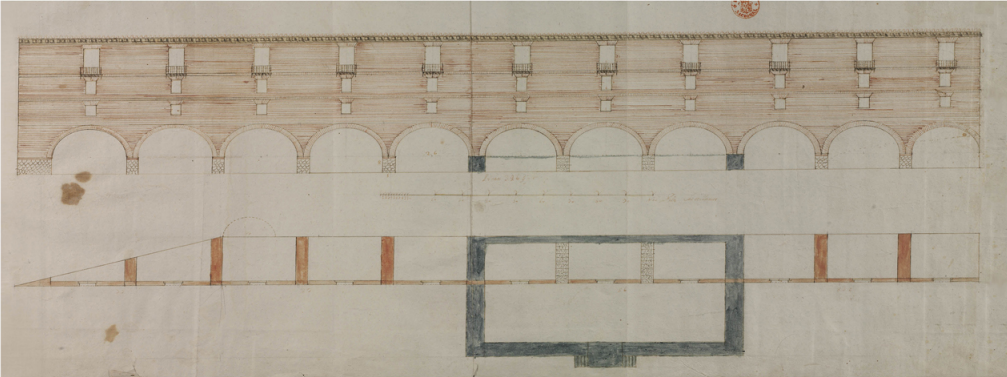
Alzado oeste del pasadizo, hacia la Huerta de la Priora. (c. 1720)

El piso principal del pasadizo, utilizado por las personas reales para llegar al convento sin tener que pisar la calle, fue decorado con pinturas.
En 1712, se instaló en el pasadizo la Biblioteca Real fundada por Felipe V quien encargó a Teodoro de Ardemans las obras necesarias para adaptar el pasadizo. Esta Biblioteca se considera el origen de la actual Biblioteca Nacional de España.
Fue también sede de la Real Academia de la Historia desde 1738 hasta 1773 en que Carlos III mandó su traslado a la Casa de la Panadería.
En 1809, en el marco de la formación de la plaza de Oriente se mandó derribar estas manzanas.

## Descripción
El pasadizo tenía una anchura constante de 5,85 metros. Partía desde la Casa del Tesoro hacia el noreste rodeando la Huerta de la Priora, llegando al Real Monasterio de la Encarnación por su ángulo suroeste.